# Balk (meetkunde)

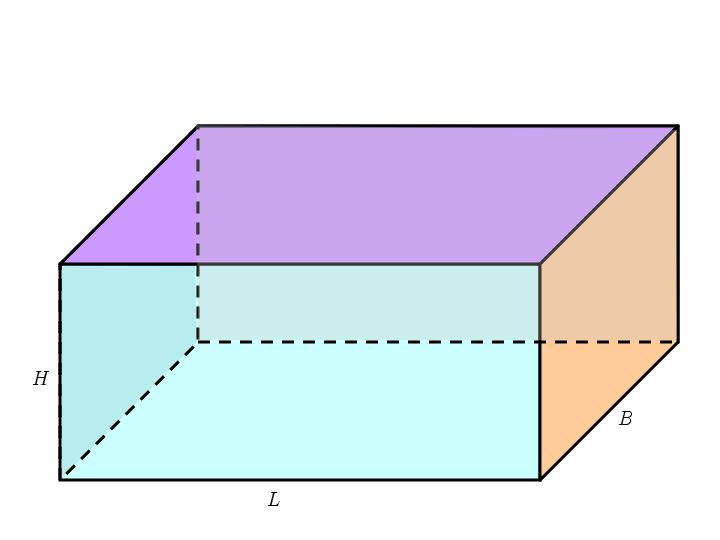
Een balk

Een balk of rechthoekig blok is een veelvlak met 6 rechthoekige zijvlakken, 8 hoekpunten en 12 ribben;  de zijvlakken van een balk zijn twee aan twee congruent. Een kubus is een balk waarvan alle ribben gelijk zijn (en dus zijn alle zijvlakken van een kubus congruent). 
De oppervlakte {\displaystyle A} en de inhoud {\displaystyle V} van een balk met lengte {\displaystyle L}, breedte {\displaystyle B} en hoogte {\displaystyle H} worden gegeven door:
{\displaystyle A=2(L\cdot B+L\cdot H+H\cdot B)}
{\displaystyle V=L\cdot B\cdot H}
De lengte {\displaystyle ld} van een lichaamsdiagonaal wordt berekend met:
{\displaystyle ld={\sqrt {L^{2}+B^{2}+H^{2}}}}

## Generalisaties
- Elke balk is tevens een recht prisma op een rechthoekig grondvlak.
- Bij een {\displaystyle n}-dimensionaal blok is het {\displaystyle n}-dimensionale volume het product van de {\displaystyle n} afmetingen. Hieruit volgt het {\displaystyle n}-dimensionale volume van een {\displaystyle n}-dimensionaal lichaam door dit in blokken op te delen, de volumes op te tellen en dan de limiet te nemen, waarbij de afmetingen van de blokjes naar nul gaan; zie lebesgue-maat.

## Toepassingen
Het blok wordt veel gebruikt als rechthoekige vorm voor een baksteen, doos, pakket, kast, kamer en gebouw. Een voordeel is dat deze vorm stapelbaar is en dan ook weer een blok kan opleveren. Identieke balken in dezelfde stand hebben bovenop elkaar, naast elkaar of in elkaars verlengde samen ook weer de vorm van een balk. Als balken allemaal dezelfde lengte en dezelfde breedte hebben, hebben ze gestapeld ook nog de vorm van een balk, ook als de hoogten verschillend zijn.
Vergeleken bij een scheef parallellepipedum is de oppervlakte kleiner bij gelijke inhoud, wat efficiënt is qua materiaalgebruik als het blok hol is, zoals bij veel toepassingen. Dat de hoogte overal gelijk is, is vaak handig: bij een doos kan men er een aantal voorwerpen van dezelfde hoogte in opbergen.
Cilindervormige voorwerpen worden veelal in een blokvormige doos verpakt, zoals een compact disc.